# Camprovín
Camprovín – gmina w Hiszpanii, w prowincji La Rioja, w La Rioja, o powierzchni 20,45 km². W 2011 roku gmina liczyła 179 mieszkańców.